# 에드송 호드리게스 파리아스
에드송 호드리게스 파리아스(포르투갈어: Edson Rodrigues Farias, 1992년 1월 12일 ~ )는 에드송 파라이바로 불리는 브라질 출신의 축구 선수이다. 현재 FC 페나피엘에서 활약하고 있으며 K리그시절 등록명은 에드손였다.